# Рускавере
Ру́скавере (ест. Ruskavere küla) — село в Естонії, у волості Сааре повіту Йиґевамаа.

## Населення
Чисельність населення на 31 грудня 2011 року становила 47 осіб.

## Географія
Село Рускавере розташоване на відстані приблизно 8 км на північ від села Кяепа, волосного центру.
Через село проходить автошлях 3 (Йигві — Тарту — Валґа), естонська частина європейського маршруту E264.
На околиці села лежить озеро Рускавере (Ruskavere järv), а за 2 км на південь від села — озеро Еерезе (Eerese järv).